# Giraldo
Giraldo – miasto w Kolumbii, w departamencie Antioquia.